# Mr. Catra
Wagner Domingues Costa, conhecido pelo nome artístico de Mr. Catra (Rio de Janeiro, 5 de novembro de 1968 — São Paulo, 9 de setembro de 2018), foi um cantor e compositor brasileiro.

## Carreira
Em meados da década de 1980, como guitarrista, montou uma banda de rock denominada O Beco, que chegou a fazer um relativo sucesso em festas particulares, escolas e faculdades.
Na década de 1990, em parceria com o ex-VJ da MTV, o paulista Primo Preto (que havia lhe conseguido um contrato com a Zâmbia Records, gravadora independente de São Paulo, responsável pelos primeiros discos dos Racionais MC's), criou a empresa Rapsoulfunk, como gravadora, grife de moda e organizadora de bailes funk e shows de hip hop no Rio de Janeiro e em São Paulo.
Em 1994, lançou seu primeiro disco "O Bonde dos Justos", emplacando o hit "Vida na cadeia". As canções de temas fortes chamaram a atenção da Warner Music que lançou, em 1999, o CD "O fiel".
Em 2001, juntamente com MV Bill, lançou o Partido Popular Poder para a Maioria (PPPomar), o qual abandonou no ano de 2002 por divergências com Celso Athayde, proprietário da Produtora Hutus e empresário de MV Bill e dos Racionais MC's. Ainda em 2002 foi indiciado por apologia ao crime, devido às letras de suas músicas, principalmente a da composição "Cachorro", um de seus maiores sucessos, que versa sobre policiais corruptos. Sobre o assunto ele esclareceu posteriormente em entrevista: "Não sou cúmplice do crime, sou cúmplice da favela. Não estou fazendo apologia ao crime, estou é relatando uma realidade."[carece de fontes?]
Em 2004, a Rapsoulfunk foi responsável pela contratação de artistas do universo hip hop para o "Festival Hip Hop Manifesta", o principal da América do Sul. O evento aconteceu no Riocentro e entre os nomes internacionais contratados destacaram-se os rappers estadunidenses Snoop Dogg e Ja Rule.
Suas composições estão incluídas na série de CDs piratas "Proibidão do rap", ao lado de músicas que enaltecem o Comando Vermelho, uma das facções criminosas do Rio de Janeiro. Sobre essas gravações, certa vez declarou em entrevista ao Jornal do Brasil: "Aquilo não era nem pra ser gravado e comercializado. Simplesmente vamos aos bailes, às rádios e cantamos com a rapaziada." [carece de fontes?] Em 2009, afirmou que enxergava o Comando Vermelho e o PCC como partidos políticos, como o Sendero Luminoso e o IRA, e que a morte de membros como Rogério Lemgruber fez com que o Comando Vermelho perdesse o engajamento político e a justificativa para existir.
Em meados da década de 2000, começou a obter notoriedade nacional com seus funks paródicos. Como "Adultério", paródia do hit dos anos 80 "Tédio", da banda Biquini Cavadão. A música entrou em diversas coletâneas de funk e tocou em rádios do Rio de Janeiro. Catra então passou a adotar um discurso mais apelativo para o lado sexual em suas letras de forma humorosa e explícita.
Em, 2009 Catra fez uma participação na música "Mansão Thug Stronda" do Bonde da Stronda, em 2010 na música A gente faz a festa, do grupo Exaltasamba e em 2012 na canção "Mama", de Valesca Popozuda. Em Janeiro de 2015, anunciou o projeto de uma banda rock pesado intitulada Mr. Catra e os Templários.
Em 2012, gravou junto com Neymar e Alexandre Pires o clipe da música "Kong".
Em 2017, por conta de sua figura emblemática - ligada simbolicamente ao sexo - foi convidado e topou entregar um troféu no 4º Prêmio Sexy Hot, considerado o "Oscar da Indústria Pornô Brasileira".

## Controvérsias

### Apologia a facção criminosa
Em junho de 2017, Mr. Catra aparece em um vídeo enaltecendo a facção criminosa Família do Norte (FDN). No início do funk, cita nomes de integrantes da FDN e incentiva as mulheres a ficar com os traficantes da gangue. Em outubro de 2017, Mr. Catra fez depoimento a Polícia Civil do Estado do Amazonas e disse não ter conhecimento sobre o grupo criminoso. O cantor diz que fez o funk a pedido de fãs e que não conhece a facção criminosa, as pessoas citadas ou o bairro mencionado na música. O cantor alegou que não tinha conhecimento de que a letra seria tratada como apologia a uma facção.

## Vida pessoal
Filho de Manuel e Elza Costa, nasceu e foi criado no Morro do Borel, no bairro da Tijuca, na Zona Norte da cidade do Rio de Janeiro. Era filho de criação de Edgar Luiz Pinaud, primo de João Luiz Duboc Pinaud, Secretário Estadual de Direitos Humanos do Rio de Janeiro. Era pai do cantor Alandin MC.
Na década de 1980 frequentou o Colégio Pedro II (Unidade Tijuca), onde, de acordo com ele, teria atuado como líder estudantil. Participou da reabertura do Grêmio Estudantil.[carece de fontes?]
Pai de 32 filhos, Catra alegava ter se convertido ao judaísmo após uma visita ao Muro das Lamentações. Catra fez dois anos do curso de direito e alegava falar quatro idiomas além do português: inglês, francês, alemão e hebraico. Em 2017, declarou-se simpatizante da restauração da monarquia brasileira, em entrevistas à Jovem Pan e ao programa de  The Noite com Danilo Gentili no SBT.

### Doença e morte
Em dezembro de 2017, revelou publicamente estar enfrentando um câncer no estômago. Ele descobriu a doença no início de 2017, após sentir fortes dores e realizar um check-up de rotina. Para ele, a doença se desenvolveu pelo excesso de álcool e noites sem dormir. Mr. Catra faleceu em 9 de setembro de 2018, aos 49 anos, devido a complicações da doença.

## Discografia

### Álbuns
| Ano  | Titulo                                               | Gravadora              | Gênero Musical |
| ---- | ---------------------------------------------------- | ---------------------- | -------------- |
| 1994 | O Bonde dos Justos                                   | Zâmbia Records         | Funk carioca   |
| 1996 | O Segredo do Altíssimo                               | Zâmbia Records         | Funk carioca   |
| 1999 | O Fiel                                               | Warner Music Brasil    | Funk carioca   |
| 2001 | Bonde do Tesão                                       | Pipos Records          | Funk carioca   |
| 2004 | Proibidão Liberado                                   | Link Records           | Funk carioca   |
| 2007 | Humildade é Tudo                                     | Universal Music Brasil | Funk carioca   |
| 2008 | Poder da Favela                                      | Warner Music Brasil    | Funk carioca   |
| 2012 | Com Todo Respeito ao Samba                           | Independente           | Samba          |
| 2015 | Mr. Catra & Os Templários - O Retorno é de Jedi (EP) | Independente           | Heavy Metal    |

## Filmografia

### Televisão
| Ano  | Titulo              | Papel     | Nota        |
| ---- | ------------------- | --------- | ----------- |
| 2012 | Saturday Night Live | Ele mesmo | Episódio 16 |
| 2015 | Vai que Cola        | Ele mesmo | Episódio 3  |

### Cinema
| Ano  | Titulo                  | Papel         | Nota         |
| ---- | ----------------------- | ------------- | ------------ |
| 2003 | O Homem do Ano          | Verli         |              |
| 2005 | Quase Dois Irmãos       | Cantor de rap |              |
| 2005 | Sou Feia Mas Tô na Moda | Ele mesmo     | Documentário |
| 2016 | O Roubo da Taça         | Albino        |              |
| 2017 | Internet: O Filme       | Deus          |              |